# DMACK
DMACK – brytyjskie przedsiębiorstwo specjalizujące się w produkcji opon pneumatycznych. Założył je Dick Cormack w 2008 roku.
Od roku 2011, obok Michelin i Pirelli, jest autoryzowanym przez FIA dostawcą opon dla Rajdowych Samochodowych Mistrzostw Świata WRC. Założona przez Dicka Cormacka spółka swój prestiż i światową sławę, zawdzięcza. Przedsiębiorstwo produkuje ponad 200 rodzajów opon o różnorakiej charakterystyce i przeznaczeniu, dostępnych w 70 krajach całego świata, przede wszystkim linie powstałe z myślą o sportach motorowych.
W sezonie 2014 fabryczny zespół tego producenta opon – Drive Dmack, zdobył mistrzostwo świata w kategorii WRC-2, rok później zajął trzecie miejsce.